# Jagst mit Seitentälern
Jagst mit Seitentälern este o arie protejată (sit de importanță comunitară — SCI, arie de protecție specială avifaunistică — SPA) din Germania întinsă pe o suprafață de 852,18 ha, integral pe uscat.

## Localizare
Centrul sitului Jagst mit Seitentälern este situat la coordonatele 49°22′08″N 9°45′54″E / 49.3689°N 9.765°E.

## Înființare
Situl Jagst mit Seitentälern a fost declarat arie de protecție specială avifaunistică în martie 2001 pentru a proteja 8 specii de animale. Situl a fost protejat și ca sit de importanță comunitară în martie 2001.

## Biodiversitate
Situată în ecoregiunea continentală, aria protejată nu include niciun habitat protejat.
La baza desemnării sitului se află mai multe specii protejate de  păsări (8): pescăruș albastru (Alcedo atthis), buha (Bubo bubo), Falco peregrinus peregrinus, Mergus merganser merganser, gaia neagră (Milvus migrans), ciocănitoare verzuie (Picus canus), Rallus aquaticus aquaticus, Tachybaptus ruficollis ruficollis